# Ангелос Влахопулос
Ангелос Влахопулос (енгл. Άγγελος Βλαχόπουλος; 28. септембар 1991) грчки је ватерполиста који тренутно наступа за Нови Београд. Играо је три пута на Летњим олимпијским играма. Освајач је сребрне медаље на Олимпијским играма 2020.

## Трофеји
Вулијагменис
- Првенство Грчке: 2011/12.
- Куп Грчке: 2011/12.

Олимпијакос
- Првенство Грчке: 2013/14, 2014/15, 2015/16.
- Куп Грчке: 2013/14, 2014/15, 2015/16.

Бреша
- Серија А: 2020/21.

Нови Београд
- Регионална ватерполо лига: 2021/22, 2023/24.
- Првенство Србије: 2021/22, 2022/23.
- Куп Србије: 2023/24.